# 较场口
较场口，重庆市渝中区一地名，临近重庆解放碑。最初的名字为较场坝，就是明清时重庆驻军较场阅兵之地，现为渝中区重要商业区之一。较场口在历史上有两次重要事件，一是较场口血案，二是抗日战争时期日军对重庆进行大轰炸时发生在较场口附近的十八梯重庆隧道惨案。
较场口转盘为民权路、和平路、新华路和中兴路等城市道路的交汇处。较场口站是重庆第一条轨道交通线轻轨二号线的起点。